# Saint-Ouen-Domprot
Saint-Ouen-Domprot település Franciaországban, Marne megyében. Lakosainak száma 201 fő (2022. január 1.). Saint-Ouen-Domprot Dampierre, Dosnon, Lhuître, Bréban, Chapelaine, Corbeil, Humbauville, Le Meix-Tiercelin és Somsois községekkel határos.

## Népesség
A település népessége az elmúlt években az alábbi módon változott:
| Lakosok száma | 244  | 200  | 222  | 214  | 196  | 203  | 205  | 204  | 203  | 201  |
|               | 1968 | 1982 | 1990 | 2006 | 2013 | 2015 | 2017 | 2019 | 2020 | 2022 |